# 金种子酒
安徽金种子酒业股份有限公司（上交所：600199，简称：金种子酒），是中国上海证券交易所的一家上市公司，主营业务为酒类产品的生产与销售。
公司原名安徽金牛实业股份有限公司，成立于1998年7月，由安徽金种子集团有限公司作为独家发起人设立。1998年8月12日，在上海证券交易所挂牌上市。2006年7月，公司名称由安徽金牛实业股份有限公司变更为安徽金种子酒业股份有限公司。现有“金种子”、“醉三秋”两个中国驰名商标。
公司控股股东为安徽金种子集团有限公司，成立于1996年11月，其前身是建于1949年7月的阜阳县酒厂，为阜阳市属国有企业。
2018年，公司实现营业收入13.15亿元，同比增长1.89%；实现净利润1.02亿元，同比增长1144.09%。2019年，公司实现营业收入9.14亿元，同比下降30.46%；亏损2.04亿元，扭盈转亏，成为2019年18家白酒上市公司唯一亏损酒企。2020年，公司实现营业收入10.38亿元，同比增长13.55%；实现净利润6940.61万元，扭亏为盈。